# Hericium erinaceus
L'Hericium erinaceus, noto anche come criniera di leone, yamabushikate (kanji: 山伏茸, letteralmente "il fungo dell'asceta delle montagne") e testa di scimmia (pinyin: hóutóugū, 猴头菇) è un fungo commestibile appartenente al genere Hericium.

## Diffusione e habitat
Originario del Nord America, Europa e Asia, può essere identificato per le sue lunghe spine (lunghezza maggiore di 1 cm), per la sua comparsa su legni di angiosperme e la tendenza a crescere con un singolo ciuffo di spine penzolanti.
L'Hericium erinaceus può essere scambiato per altre specie di Hericium, tutte commestibili, che si sviluppano con le medesime caratteristiche. In natura, questi funghi sono comuni durante la tarda estate e pendono dai legni di angiosperme, in particolare il faggio americano (Fagus grandifolia).

## Descrizione
L'H. erinaceus contiene una serie di polisaccaridi, ad esempio β-glucani, eteroglucani, eteroxilani, e triterpeni noti come hericenone ed erinacine. Questi ultimi composti, presenti rispettivamente nel corpo fruttifero e nel micelio, sono considerati responsabili degli effetti neurorigenerativi di questa specie.

## Presunte proprietà medicinali
L'Hericium erinaceus ha una lunga storia di utilizzo nella medicina tradizionale cinese. Uno studio sui ratti ha mostrato, nel 2005, che alcuni composti del fungo, come treitolo, il D-arabinitolo, e l'acido palmitico, possono avere effetti antiossidanti, regolare i livelli di lipidi nel sangue e ridurre i livelli di glucosio nel sangue. Uno studio del 2012 sui ratti che avevano subito un danno cerebrale ha dimostrato che "la somministrazione orale giornaliera di H. erinaceus potrebbe promuovere la rigenerazione del nervo leso nella fase iniziale della ripresa". Nel 2013 una revisione degli studi scientifici, che ha affermato i benefici medici del fungo deriverebbero dal fatto che questo fungo è ricco di alcuni componenti fisiologicamente importanti, polisaccaridi soprattutto β-glucano, che sono responsabili per l'effetto anti-cancro, immuno-modulante, ipolipemizzanti, antiossidante e attività neuro-protettiva. L'H. erinaceus è stato anche segnalato per avere un effetto anti-microbico e anti-ipertensivo, anti-diabetico, e proprietà curative per le ferite.
Un rapporto rivela che integratori di questo fungo sono utili nel trattamento di ulcere gastriche e carcinoma esofageo.